# Basílio Horta
Basílio Adolfo de Mendonça Horta da Franca (ur. 16 listopada 1943 w Tábui) – portugalski polityk, prawnik, nauczyciel akademicki i samorządowiec, współzałożyciel Centrum Demokratycznego i Społecznego, poseł do Zgromadzenia Republiki, minister w różnych resortach, kandydat w wyborach prezydenckich.

## Życiorys
Absolwent prawa na Uniwersytecie Lizbońskim, kształcił się także w zakresie nauk politycznych i społecznych. Uzyskał uprawnienia adwokata. Pracował w prokuraturze oraz w jednej z inspekcji finansowych. Był sekretarzem generalnym organizacji gospodarczej Confederação da Indústria Portuguesa.
W 1975 należał do założycieli Centrum Demokratycznego i Społecznego, pełnił m.in. funkcję wiceprzewodniczącego partii (1988–1991) i jej sekretarza generalnego (1990–1991). Między 1975 a 1991 był posłem do konstytuanty, a także do Zgromadzenia Republiki I, II, III i V kadencji. Zajmował stanowiska ministra handlu i turystyki (1978, 1980–1981), ministra stanu i ministra delegowanego przy premierze (1981) oraz ministra rolnictwa, handlu i rybołówstwa (1981–1983).
W 1991 kandydował w wyborach prezydenckich, uzyskując 14,2% głosów i zajmując 2. miejsce wśród 4 kandydatów. W 1999 i 2002 ponownie wybierany do parlamentu. Był wiceprzewodniczącym portugalskiego Zgromadzenia Republiki oraz członkiem doradzającej prezydentowi Rady Państwa.
W 2002 został powołany na stałego przedstawiciela Portugalii przy Organizacji Współpracy Gospodarczej i Rozwoju. Zajmował się także działalnością naukową jako wykładowca w Instituto Superior de Ciências Sociais e Políticas. Objął również stanowisko przewodniczącego rady dyrektorów AICEP, państwowej agencji inwestycji zagranicznych.
Powrócił później do aktywności politycznej, wiążąc się z Partią Socjalistyczną. W 2011 uzyskał mandat deputowanego XII kadencji. W 2013, 2017 i 2021 był wybierany na urząd burmistrza Sintry.

## Odznaczenia
Odznaczony Orderem Infanta Henryka I klasy (2006).